# Dobbelteg
En dobbelteg betegner to egetræer på fælles rod. Doppeltege var fra midten af 1800-tallet et udbredt symbol af den tyske bevægelse hertugdømerne Slesvig og Holsten. De symboliserede et forenet Slesvig-Holsten under en tysk styre og bekræftede dermed tyskernes interpretation af Ribebrevets formulering evig udelt. Dobbeltegen som nationalsymbol opstod samtidig med udviklingen af nationalsange og nationalflag og skabte en forbindelse til egen som frihedssymbol under den franske revolution (selvom den tyske dobbelteg ikke udtrykte samme republikanske grundholdning). Dobbeltegen fandt i 1844 også indgang i Slesvig-Holsten-sangen og blev efterhånden et populært navn på slesvig-holstenske sang- og idrætsforeninger. 
Den kan ses som modpart til motivet om de sønderjyske piger fra dansk side. Der findes også en parallel til bøgen som dansk nationaltræ. Bøgen blev også nævnt i Danmarks nationalsang. 